# Pörölycápák
A pörölycápák (Sphyrna) a porcos halak (Chondrichthyes) osztályának kékcápaalakúak (Carcharhiniformes) rendjébe, ezen belül a pörölycápafélék (Sphyrnidae) családjába tartozó nem.

## Rendszerezés
A nembe az alábbi 9 faj tartozik:
- Sphyrna corona Springer, 1940
- Sphyrna couardi Cadenat, 1951
- Sphyrna gilberti Quattro, Driggers, Grady, Ulrich & Roberts, 2013
- csipkés pörölycápa (Sphyrna lewini) (Griffith & Smith, 1834)
- Sphyrna media Springer, 1940
- nagy pörölycápa (Sphyrna mokarran) (Rüppell, 1837)
- kerekfejű pörölycápa (Sphyrna tiburo) (Linnaeus, 1758)
- vaksi pörölycápa (Sphyrna tudes) (Valenciennes, 1822)
- közönséges pörölycápa (Sphyrna zygaena) (Linnaeus, 1758) - típusfaj

## Források

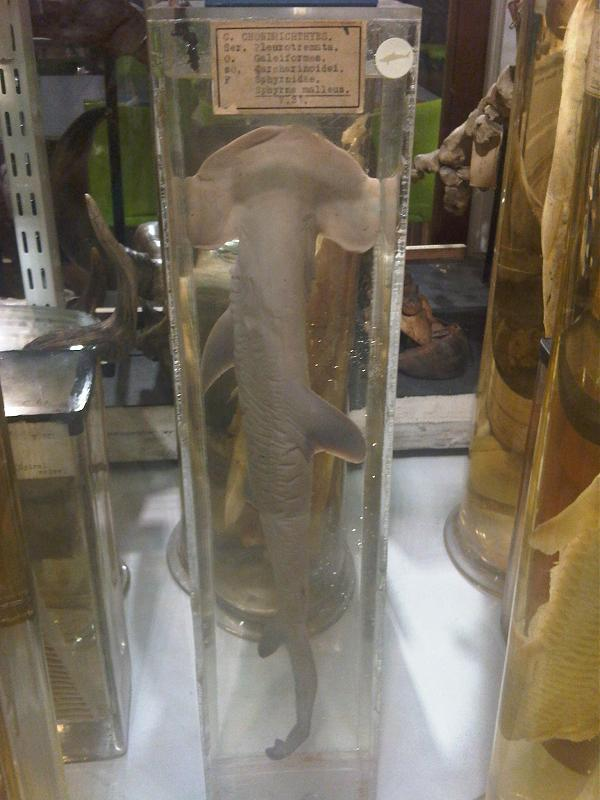
Közönséges pörölycápa (Sphyrna zygaena)